# ديكستر لويس
ديكستر لويس (بالإسبانية: Dexter Lewis)‏ هو لاعب كرة قدم ومدرب كرة قدم كوستاريكي، ولد في 2 فبراير 1981 في Cahuita ‏ في كوستاريكا. شارك مع منتخب كوستاريكا لكرة القدم. أما مع النوادي، فقد لعب مع نادي كارتاهينيس.

## وصلات خارجية
- ديكستر لويس على موقع قاعدة بيانات كرة القدم.إي يو (الإنجليزية)
- ديكستر لويس على موقع ناشيونال فوتبول تيمز (الإنجليزية)
- ديكستر لويس على موقع عالم كرة القدم.نت (الإنجليزية)